# Skrivanje podataka
Skrivanje podataka (eng. data hiding) je oblik automatskog upravljanja memorijom.
Jedno je od bitnih svojstava koje čine programski jezik objektno orijentiranim, uz enkapsulaciju, nasljeđivanje, polimorfizam i dr.
Bit ovog svojstva je što okolina prima samo one podatke od objekta koji su joj potrebni da bi se objekt mogao iskoristiti. Tako svaki podatak ima samo svoje podatke koji nisu odnosno ne smiju biti dostupni ostalim dijelovima programa.

## Usporedi
- steganografija, skrivanje podataka u poruci ili datoteci
- maskiranje podataka, prikrivanje koda, radi zaštite od dekompiliranja, kojim se uklanja simbole debugiranja (promjenjivice (varijable) i labele)).
- enkripcija podataka
- zakrabuljeni kod (maskirani kod)
- obfusciranje koda